# 黑庄户地区

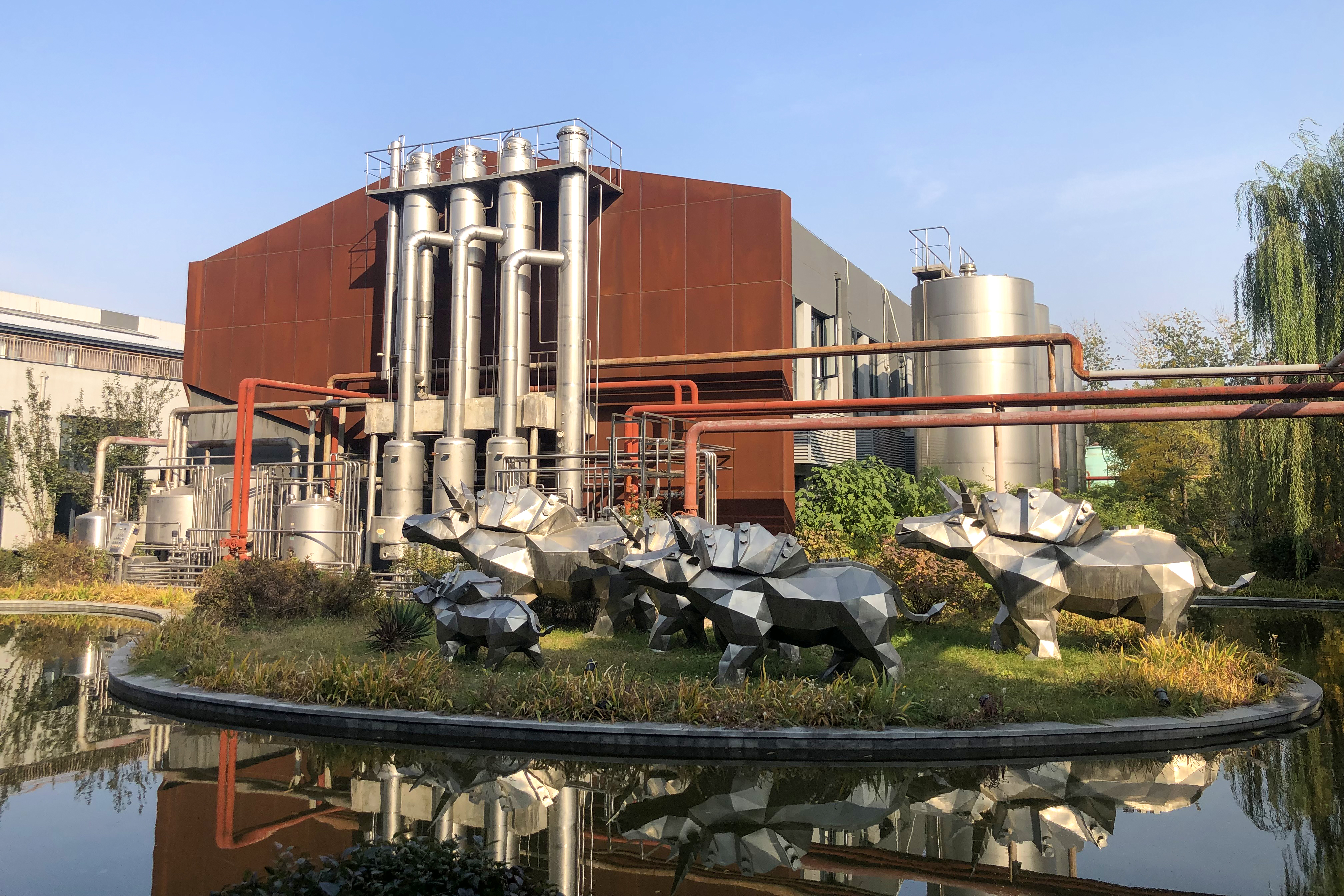
E9区创新工场（原三元食品乳品一厂）

黑庄户地区是中华人民共和国北京市朝阳区的一个地区办事处，同时保留黑庄户乡名称，其行政事务机构实行“一套人马，两块牌子”的体制，地区办事处与乡政府合署办公。
与之接壤的街道和地区有：西边豆各庄地区，北边管庄地区，东边通州区台湖镇，南边原次渠镇（现已并入台湖镇）。南北长11公里，东西宽6公里，面积24.5平方公里，人口4万人。本乡以农业和养殖业为主要产业。

## 历史
黑庄户成村于明末天启年间，相传因最初定居者所建居室为半地下窝棚（俗称“黑窝”）而得名“黑庄窝”，20世纪50年代名为“黑窝户”，1958年成为双桥人民公社下属的生产队，60年代中期改称“红庄”，1969年定名“黑庄户”:507，1979年改为双桥人民公社黑庄户管理区，1983年建乡:503。

## 下辖社区
黑庄户地区下辖以下地区：
双桥第一社区、双桥第二社区、康城社区、怡景城社区、旭园社区、东旭社区、大鲁店一村、大鲁店二村、大鲁店三村、小鲁店村、郎各庄村、郎辛庄村、万子营西村、万子营东村、黑庄户村、四合庄村、定辛庄西村、定辛庄东村、双树南村、双树北村、苏坟村和幺铺村。